# Ваља Накулуј (Бакау)
Ваља Накулуј (рум. Valea Nacului) насеље је у Румунији у округу Бакау у општини Саскут. Oпштина се налази на надморској висини од 264 m.

## Становништво
Према подацима из 2002. године у насељу је живело 150 становника, од којих су сви румунске националности.